# Covăsânț
Covăsânț é uma comuna romena localizada no distrito de Arad, na região histórica da Transilvânia. A comuna possui uma área de 42.27 km² e sua população era de 2651 habitantes segundo o censo de 2007.